# Johannes Stössel
Johannes Stössel (Bäretswil, 8 mei 1837 - Rüschlikon, 7 november 1919) was een Zwitsers politicus voor de Radicale Partij en diens opvolger de Vrijzinnig-Democratische Partij (FDP/PRD) uit het kanton Zürich.

## Biografie
Johannes Stössel was gedurende 42 jaar lid van de Regeringsraad van Zürich, tussen 1875 en 1917. In de periodes 1880/81, 1884/1885, 1890/1891, 1894/1895, 1899/1900, 1906/1907 en 1913/1914 was hij voorzitter van de Regeringsraad (regeringsleider).
Van 1897 tot 1898 was hij voorzitter van de Vrijzinnig-Democratische Partij.
Bij de parlementsverkiezingen van 1878 werd hij verkozen in de Nationale Raad, waarvan hij van 2 december 1884 tot 1 juni 1885 voorzitter was en waar hij zou zetelen tot de in 1891. Toen maakte hij immers de overstap naar de Kantonsraad, waar hij zetelde tot 1905. Na de parlementsverkiezingen van 1881 was er even sprake dat Stössel bondskanselier zou worden, maar uiteindelijk werd Gottlieb Ringier verkozen in deze functie.